# George Deukmejian
Courken George Deukmejian Jr., né le 6 juin 1928 à Menands (États-Unis) et mort le 8 mai 2018 à Long Beach (États-Unis), est un homme politique américain d'origine arménienne, membre du Parti républicain.

## Biographie
Élu à l'Assemblée de l'État de Californie pour le 39e district en 1963, il la quitte en 1967 pour le Sénat de l'État et en reste membre jusqu'à son élection comme procureur général de l'État en 1978.
Ulcéré par la décision de la Cour suprême de Californie d'abolir la peine de mort à la suite de son examen de l'affaire California v. Anderson le 18 février 1972, il est à l'origine de la campagne en faveur de la « proposition 17 (en) » (visant à amender la Constitution de la Californie pour y ajouter un paragraphe autorisant explicitement la peine de mort) qui récolte un demi-million de signature en 4 mois, provoquant ainsi la tenue d'un référendum constitutionnel d'initiative populaire dont le résultat sans appel (67,5 % des suffrages exprimés en faveur de la proposition 17) rétablit la peine de mort dans l'État.
Le 2 novembre 1982, il est élu gouverneur de Californie et entre en fonction le 3 janvier 1983. Il est réélu le 4 novembre 1986. Il reste à ce jour le seul gouverneur d'un État américain d'ascendance arménienne. 

## Élections

### Procureur général
| Année | George Deukmejian | Démocrate | AIP   | PFP   |
| ----- | ----------------- | --------- | ----- | ----- |
| Année |                   |           |       |       |
| 1978  | 52,9 %            | 43,4 %    | 1,9 % | 1,8 % |

### Gouverneur
| Année | George Deukmejian | Démocrate | Libertarien | PFP    | AIP    |
| ----- | ----------------- | --------- | ----------- | ------ | ------ |
| Année |                   |           |             |        |        |
| 1982  | 49,28 %           | 48,09 %   | 1,03 %      | 0,89 % | 0,71 % |
| 1986  | 60,54 %           | 37,38 %   | 0,71 %      | 0,70 % | 0,68 % |